# Hi-fi
Hi-fi (wym. /haɪ̯fɪ/), skrótowiec (od ang. high fidelity, wysoka wierność) – nazwa określająca odtwarzanie dźwięku o jakości bardzo zbliżonej do oryginału. Parametry, które muszą spełniać urządzenia oznaczone symbolem hi-fi, są określone w normie DIN 45500 z roku 1973 (stosowano także normę IEC 268). Dotyczy ona m.in. maksymalnego poziomu szumów i zniekształceń nieliniowych, a także pasma przenoszenia wyznaczonego na podstawie charakterystyki amplitudowej.
Pojęcie hi-fi zaczęło być popularne w latach 60, 70 i 80 XX w., kiedy w wyniku postępu technicznego wzrastała jakość produkcji. Urządzenia elektroakustyczne oznaczone symbolem „hi-fi” zaczęły się lepiej sprzedawać, mimo wyższej ceny.
Pod koniec XX wieku znaczenie określenia hi-fi zmniejszyło się z tego względu, że coraz więcej produkowanych urządzeń elektroakustycznych spełniało normy jakościowe stawiane wcześniej urządzeniom wyższej klasy. Przykładowo, wspomniana norma DIN 45500 dopuszcza dla urządzeń klasy hi-fi, przy paśmie przenoszenia 20 Hz – 20 kHz i mocy wyjściowej 2×20 W, nierównomierność charakterystyki odtwarzania ±3 dB i 1% zniekształceń nieliniowych (dla częstotliwości 1 kHz) przy pracy ciągłej (co najmniej 10 minut) z sygnałem sinusoidalnym – jednak rozwój elektroniki umożliwił konstruowanie i masową produkcję równorzędnych lub nawet lepszych urządzeń, dostępnych za niewygórowaną cenę.
Obok hi-fi używane jest również określenie hi-end, nieposiadające jednak odniesienia do żadnych norm.